# Державно-приватне партнерство в Україні
Державно-приватне партнерство в Україні — система відносин між державним та приватним партнерами, при реалізації яких ресурси обох партнерів об'єднуються з відповідним розподілом ризиків, відповідальності та винагород (відшкодувань) між ними, для взаємовигідної співпраці на довгостроковій основі у створенні (відновленні) нових та/або модернізації (реконструкції) існуючих об'єктів, які потребують залучення інвестицій, та у користуванні (експлуатації) такими об'єктами.

## Законодавче підґрунтя

### Закон України «Про державно-приватне партнерство»
Законом України «Про державно-приватне партнерство» від 1 липня 2010 року № 2404-VI (далі — «Закон про ДПП») створено законодавче підґрунтя для співробітництва державного та приватного сектору з метою підвищення конкурентоспроможності та залучення інвестицій в економіку України. А з прийняттям Закону України «Про внесення змін до деяких законів України щодо усунення регуляторних бар'єрів для розвитку державно-приватного партнерства та стимулювання інвестицій в Україні» від 24 листопада 2015 року № 817-VIII (далі — «Закон про усунення регуляторних бар'єрів») введено додаткові механізми стимулювання розвитку цих правовідносин.
Закон про ДПП передбачає реалізацію проєктів шляхом укладення договору між державним і приватним партнером. На боці останнього, при цьому, виступає:
- особа — переможець конкурсу з визначення приватного партнера; або
- окремо створена переможцями конкурсу юридична особа для здійснення державно-приватного партнерства (абз. 3 ст. 1 Закону про ДПП). Наприклад, якщо у конкурсі перемогли, в тому числі, іноземні юридичні та/або фізичні особи[3]. Натомість, у ряді європейських країн спеціальна структура у формі юридичної особи переважно створюється за участі публічного і приватного партнера, у ряді випадків — ще за участі фінансових інститутів. У рамках цього об'єднання і укладаються договори, що дозволяє досягти максимальної структурованості і прозорості операції.

Закон про ДПП визначає правові, економічні та організаційні засади реалізації державно-приватного партнерства в Україні, врегульовує відносини, пов'язані з підготовкою, виконанням та припиненням договорів, що укладаються в рамках державно-приватного партнерства, встановлює гарантії додержання прав та законних інтересів сторін цих договорів, зокрема, додаткові гарантії для приватного інвестора на випадок затвердження тарифів на його товари (роботи, послуги) нижче економічно обґрунтованого рівня, механізми державної підтримки у реалізації проєктів ДПП.
Метою Закону про ДПП є створення умов для підвищення конкурентоспроможності державного сектору економіки. Об'єкти, збудовані за принципом державно-приватного партнерства, не підлягають приватизації і перебувають у державній або комунальній власності на весь термін дії договору. Однак, об'єкти, створені або придбані приватним партнером на виконання договору, укладеного в рамках державно-приватного партнерства, можуть належати йому на праві власності до строку, що визначається таким договором, але не пізніше припинення його дії передаються у власність держави. Остання схема є поширеною у світі та зрозумілою для потенційних приватних партнерів.
Як один із основних принципів ДПП Закон про ДПП передбачає справедливий розподіл ризиків, між державним і приватним партнером. Вони включають можливі фіскальні наслідки, спричинені прямими та непрямими зобов'язаннями державного партнера. Ризики визначаються з урахуванням затверджених Мінекономрозвитку методичних рекомендацій щодо застосування методики виявлення ризиків здійснення державно-приватного партнерства, їх оцінки та визначення форми управління ними, затвердженої постановою Кабінету Міністрів України від 16 лютого 2011 року № 232.

### Сфери застосування державно-приватного партнерства
Сферами застосування державно-приватного партнерства за Законом про ДПП є наступні:
- пошук, розвідка родовищ корисних копалин та їх видобування, крім таких, що здійснюються на умовах угод про розподіл продукції;
- виробництво, транспортування і постачання тепла та розподіл і постачання природного газу;
- будівництво та/або експлуатація автострад, доріг, залізниць, злітно-посадкових смуг на аеродромах, мостів, шляхових естакад, тунелів і метрополітенів, морських і річкових портів та їх інфраструктури;
- машинобудування;
- збір, очищення та розподілення води;
- охорона здоров'я;
- туризм, відпочинок, рекреація, культура та спорт;
- забезпечення функціонування зрошувальних і осушувальних систем;
- поводження з відходами, крім збирання та перевезення;
- виробництво, розподілення та постачання електричної енергії;
- управління нерухомістю;
- надання соціальних послуг, управління соціальною установою, закладом;
- виробництво та впровадження енергозберігаючих технологій, будівництво та капітальний ремонт житлових будинків, повністю чи частково зруйнованих внаслідок бойових дій на території проведення антитерористичної операції;
- встановлення модульних будинків та будівництво тимчасового житла для внутрішньо переміщених осіб;
- надання освітніх послуг та послуг у сфері охорони здоров'я;
- управління пам'ятками архітектури та культурної спадщини.

Перелік можливих сфер застосування державно-приватного партнерства не є вичерпним; за рішенням державного партнера ця форма співробітництва може застосовуватися і в інших галузях.
Для іноземних приватних партнерів, які реалізують на території України проєкти в рамках державно-приватного партнерства, встановлюється національний режим інвестиційної та іншої господарської діяльності, а також гарантуються рівні права при здійсненні державних закупівель.

### Гарантії діяльності приватних партнерів
Законом про ДПП передбачені наступні гарантії діяльності приватних партнерів при виконанні договорів у рамках державно-приватного партнерства:
- недопустимість втручання державних органів та органів місцевого самоврядування, їх посадових осіб у діяльність приватних партнерів, пов'язану із здійсненням державно-приватного партнерства, крім випадків, встановлених законом;
- у разі державного регулювання цін (тарифів) на товари (роботи, послуги) приватного партнера, вони мають включати кошти для компенсації вартості внесених приватним партнером інвестицій (інвестиційну складову), якщо інший порядок компенсації не передбачено договором;
- право приватного партнера призупинити виконання інвестиційних зобов'язань або відмовитися від договору, у разі якщо ціни (тарифи) на товари (роботи, послуги) приватного партнера, що підлягають державному регулюванню, не є економічно обґрунтованими і відсутня належна компенсація;
- застосування саме законодавства, чинного на день укладення договору в рамках державно-приватного партнерства, крім змін до законодавства, що регулює правовідносини, в яких не діють принципи рівності сторін (державного та приватного партнерів); та
- відшкодування приватному партнеру збитків внаслідок неправомірних рішень, дій чи бездіяльності державних органів чи органів місцевого самоврядування; а у разі розірвання договору через порушення державним партнером своїх зобов'язань — також відшкодування некомпенсованої частини інвестицій («stability clause»).

Однак, крім виконання зобов'язань відповідно до договорів державно-приватного партнерства є бажаним, щоб держава надавала підтримку у фінансуванні реалізації проєктів як на ранніх стадіях, так і протягом дії договору, та диверсифікувала пов'язані з державно-приватним партнерством фінансові ризики.
Наразі форми державної підтримки, передбачені Законом про ДПП (ст. 18), розширені; державна підтримка може надаватися шляхом виплати приватному партнеру плати за готовність (доступність) об'єкта державно-приватного партнерства до експлуатації (використання), чи інших платежів; шляхом придбання державним партнером певного обсягу товарів (робіт, послуг), що виробляються (виконуються, надаються) приватним партнером за договором, укладеним у рамках державно-приватного партнерства; шляхом постачання приватному партнеру товарів (робіт, послуг), необхідних для здійснення державно-приватного партнерства; шляхом надання державних гарантій, фінансування (співфінансування) та в інших формах, передбачених законом.
Крім того, надання таких форм державної підтримки наразі не потребує проведення державної реєстрації інвестиційних проєтів та проєктних (інвестиційних) пропозицій, передбаченої Законом України «Про інвестиційну діяльність» від 18 вересня 1991 року № 1560-XII. Порядок надання державної підтримки здійсненню державно-приватного партнерства врегульований постановою Кабінету Міністрів України від 17 березня 2011 року № 279. Однак, чинна редакція вищезазначеної постанови все ще не містить положень про механізми надання форм державної підтримки, введених Законом про усунення регуляторних бар'єрів.
З метою відбору проєктів, для реалізації яких залучаються кошти під державні гарантії, на підставі постанови Кабінету Міністрів України від 3 червня 2013 року № 404 створено Фінансово-кредитну раду, яка є консультативно-дорадчим органом Кабінету Міністрів України. Питання надання державних гарантій як форми державної підтримки регулюється положеннями Бюджетного кодексу України, Законами України про Державний бюджет на відповідний рік та окремими рішеннями Кабінету Міністрів України щодо надання у відповідному році державних гарантій для забезпечення виконання боргових зобов'язань за запозиченнями суб'єктів господарювання, залученими для реалізації інвестиційних проєктів.
Форми та граничні обсяги державної підтримки в розрізі головних розпорядників бюджетних коштів установлюються законом України про Державний бюджет України на відповідний рік.
Проєкти, які реалізуються у рамках державно-приватного партнерства, мають стратегічний характер як для розвитку економіки держави, так і для окремих регіонів, а залучення приватного партнера здійснюється виключно для забезпечення вищої ефективності такої діяльності, ніж у разі її здійснення без приватного партнера.

### Нормативно-правове регулювання
У сфері державно-приватного партнерства діє низка законів України, що створює законодавче підґрунтя для його розвитку. Деякі особливості регулювання обов'язків правоволодільця (концесієдавця) та користувача (концесіонера) та деякі питання субконцесії визначені Господарським кодексом України. Відносини між сторонами угод, які можуть застосовуватися в сфері державно-приватного партнерства, також регулюються Цивільним кодексом України. А Повітряний кодекс України визначає, що державні та комунальні аеродроми можуть передаватися приватному інвестору в оренду, концесію, управління тощо. Для забезпечення реалізації законів України в сфері державно-приватного партнерства своїми постановами Кабінет Міністрів України затвердив методики, положення та порядки.

### Реалізація державної політики
Мінекономрозвитку є органом, на який покладено завдання формування і реалізації державної політики у сфері державно-приватного партнерства. Мінекономрозвитку є головним органом у системі центральних органів виконавчої влади, що забезпечує формування та реалізує державну політику у сфері ДПП, а також забезпечує:
- формування та реалізує державну політику економічного, соціального розвитку і торгівлі, державну промислову політику, державну інвестиційну політику, державну зовнішньоекономічну політику, державну політику у сфері технічного регулювання, стандартизації, метрології та метрологічної діяльності, управління об'єктами державної власності, розвитку підприємництва, державно-приватного партнерства, інтелектуальної власності, туризму та курортів (крім здійснення державного нагляду (контролю) у сфері туризму та курортів), державних та публічних закупівель, а також державного замовлення на підготовку фахівців, наукових, науково-педагогічних та робітничих кадрів, підвищення кваліфікації та перепідготовку кадрів;

- формування та реалізацію державної політики у сфері державної статистики, державного матеріального резерву, експортного контролю;
- формування державної політики у сфері захисту прав споживачів, державної політики з контролю за цінами, державної регуляторної політики та державної політики з питань ліцензування, дозвільної системи, нагляду (контролю) у сфері господарської діяльності;
- реалізацію державної політики у сфері організації та контролю за виготовленням цінних паперів, документів суворої звітності; та
- координацію діяльності з реалізації державного оборонного замовлення.

Мінекономрозвитку відповідно до покладених на нього завдань, серед іншого:
- формує за участю заінтересованих центральних органів виконавчої влади та подає в установленому порядку Кабінетові Міністрів України проєкт переліку об'єктів державної власності, що можуть бути надані в концесію (пп. 34 п. 4 Положення);
- проводить моніторинг ефективності діяльності органів виконавчої влади та органів місцевого самоврядування у сфері державно-приватного партнерства (пп. 36 п. 4 Положення);
- організовує перевірки виконання договорів, укладених у рамках державно-приватного партнерства (пп. 37 п. 4 Положення);
- проводить моніторинг, узагальнення та оприлюднення в установленому порядку результатів здійснення державно-приватного партнерства, у тому числі оцінку та моніторинг загального рівня ризиків державного партнера в договорах, укладених у рамках державно-приватного партнерства (пп. 38 п. 4 Положення);
- проводить моніторинг дотримання вимог законодавства у сфері державно-приватного партнерства, у тому числі під час проведення конкурсів з визначення приватного партнера (пп. 39 п. 4 Положення);
- бере участь в організації навчання і підвищення кваліфікації фахівців у сфері державно-приватного партнерства (пп. 40 п. 4 Положення);
- веде облік договорів, укладених у рамках державно-приватного партнерства (пп. 34 п. 4 Положення).

Таким чином, в Україні створено необхідне правове поле для залучення інвестицій та розвитку економіки України на засадах державно-приватного партнерства.

## Організації, що сприяють розвитку державно-приватного партнерства в Україні

### Україна

#### Громадська організація «Фонд розвитку публічно-приватного партнерства у охороні здоров'я в Україні»
Платформа розвитку державно-приватного партнерства в Україні залучає фахівців та фінансову допомогу до проєктів у сфері публічно-приватного партнерства.

#### Програма розвитку державно-приватного партнерства USAID
Співпрацює з урядом України та громадськими лідерами у створенні середовища, необхідного державно-приватному партнерству для поліпшення інфраструктури та громадських послуг. Програма дає муніципалітетам можливість стати більш стійкими до зростання бюджетних обмежень шляхом ефективної співпраці з приватним сектором в сфері мобілізації інвестицій та досвіду, раннього залучення громадян у процес прийняття рішень та забезпеченні відкритого та прозорого методу в пошуках найкращих партнерів.
Програма, що впроваджується компанією-нерезидентом FHI 360 за фінансової підтримки Агентства США з міжнародного розвитку (USAID), працює в тісному контакті з муніципальними органами влади та Міністерством економічного розвитку і торгівлі України.

#### Український центр сприяння розвитку публічно-приватного партнерства
Установа «Український центр сприяння розвитку публічно-приватного партнерства» є непідприємницькою організацією, яка заснована віце-президентом Національної Академії наук України (з квітня 2009 р. по квітень 2015 р.), академіком В. М. Гейцем 27 квітня 2010 року.
Місія установи: створення умов для реалізації проєктів загальнонаціонального та регіонального значення на засадах публічно-приватного партнерства, розвиток науково-методологічного, правового та організаційного забезпечення у цій сфері.

#### Проєктний офіс з розвитку державно-приватного партнерства «SPILNO»
З метою забезпечення швидкого та ефективного розвитку механізму державно-приватного партнерства в Україні при Міністерстві інфраструктури було створено Проєктний офіс з розвитку державно-приватного партнерства. Основне завдання Проєктного офісу — запустити механізм державно-приватного партнерства в Україні. Перша частина проєкту спрямована на зміну українського законодавства, друга — на підготовку та реалізацію перших трьох пілотних проєктів:
- концесія залізнично-поромного комплексу ДП «Морський торговельний порт „Чорноморськ“»;
- концесія ДП «Стивідорна компанія „Ольвія“»; та
- концесія ДП «Херсонський морський торговельний порт».

### Європейський союз

#### Європейська Асоціація з державно-приватного партнерства C.R.E.A.M Europe PPP Alliance
Основна місія організації — надати підтримку у впровадженні проєктів ДПП як дієвого способу надання публічних послуг приватними учасниками та запровадити незалежний форум для допомоги урядовим організаціям (на державному, регіональному чи місцевому рівні) у розробці ДПП програм співробітництва з приватним сектором для сприяння у розробці програм і проєктів, включаючи: зворотній зв'язок щодо структури та життєздатності проєктів, процедур та законодавства.

## Основні моделі державно-приватного партнерства
| № | Коротка назва | Пояснення                                                                                              | Опис |
| - | ------------- | --- | --- |
| 1 | BOT           | Build, Operate, Transfer (Будівництво — Управління — Передача)                                         | Концесійний механізм: створення (будівництво) об'єкта концесіонером, експлуатація на праві користування (без права власності) протягом строку дії договору, після чого об'єкт передається державі. Зазвичай, концесійні схеми BOT використовуються при будівництві автострад (Італія, Іспанія, Південна Корея), трубопроводів (Німеччина), електростанцій (Туреччина, Індія, Таїланд), аеропортів (Єгипет, Греція, Канада), тунелів (Франція), стадіонів та інших об'єктів, які вимагають значних капіталовкладень, проте повинні залишатись у власності держави. |
| 2 | BOOT          | Build, Own, Operate, Transfer (Будівництво — Володіння — Управління — Передача)                        | Приватний партнер створює об'єкт і здійснює його експлуатацію на праві власності. Після спливу строку дії договору право власності на об'єкт переходить державі. |
| 3 | BTO           | Build, Transfer, Operate (Будівництво — Передача — Управління)                                         | Концесіонер створює об'єкт і передає його у власність держави одразу по завершенню будівництва. Після цього держава передає об'єкт концесіонеру для здійснення його експлуатації та обслуговування (на праві користування). Ця схема найвигідніша для держави, оскільки передбачає високий ступінь державного контролю над об'єктом концесії і у випадку необхідності держава в будь-який час може вплинути на діяльність концесіонера. |
| 4 | BOO           | Build, Own, Operate (Будівництво — Володіння — Управління)                                             | Приватний партнер здійснює будівництво та обслуговування об'єкта. Після закінчення строку дії договору об'єкт залишається у власності приватного партнера. Концесіонер здійснює наступну експлуатацію об'єкта, володіючи ним на праві власності, строк якого не обмежується. |
| 5 | BOMT          | Build, Operate, Maintain, Transfer (Будівництво — Управління — Експлуатація — Передача)                | Приватний партнер створює об'єкт і здійснює його експлуатацію. Особливий акцент в цій моделі робиться на відповідальності концесіонера за утримання, підтримку життєздатності і поточний ремонт збудованого об'єкта. Право власності закріплюється, при цьому, за державою. |
| 6 | DBOOT         | Design, Build, Own, Operate, Transfer (Проєктування — Будівництво — Володіння — Управління — Передача) | Окрім будівництва та обслуговування об'єкта, до обов'язків приватного партнера входить і проєктування об'єкта. Після закінчення строку дії договору об'єкт переходить у власність держави. |
| 7 | DBFO          | Design, Build, Finance, Operate (Проєктування — Будівництво — Фінансування — Управління)               | Акцент на обов'язку приватного партнера фінансувати будівництво і заходи щодо обслуговування збудованого об'єкта. Публічний партнер компенсує приватному партнеру відповідні витрати у встановленому законом та договором порядку. При такому підході вся відповідальність за проєктування, будівництво, фінансування та експлуатацію пов'язана воєдино та передана приватному партнеру. В Європі, Латинській Америці та Азії така схема зазвичай використовується для розроблення нових проєктів платних доріг.                                                  |

Зазначені схеми не є стабільними та дуже часто переплітаються між собою, створюючи нові види договорів та форм.
Зокрема, в Україні у рамках здійснення державно-приватного партнерства, відповідно до ч. 1 ст. 5 Закону про ДПП, можуть укладатися договори у формах:
- концесії;
- управління майном (але виключно за умови передбачення у договорі, укладеному в рамках державно-приватного партнерства, інвестиційних зобов'язань приватного партнера);
- спільної діяльності тощо.

Перелік можливих договірних конструкцій не є вичерпним. Крім того, допускається укладення змішаних договорів, які вміщують в собі елементи одночасно кількох договорів.